# 1967 في تونس
فيما يلي قوائم الأحداث التي وقعت خلال عام 1967 في تونس.

## كتب
من الكتب التي صدرت هذه السنة في تونس:
- 1 يناير – التوت المر من تأليف محمد العروسي المطوي.

## مواليد

### يناير
- 1 يناير – محمد الزواري مهندس تونسي.

### مارس
- 13 مارس – صابر الرباعي مغني تونسي.
- 21 مارس – آمنة منيف سياسية من تونس.

### أبريل
- 2 أبريل – حبيب الدبابي

### مايو
- 14 مايو – رياض الصيداوي كاتب سويسري.

### يونيو
- 1 يونيو – سامي بن غربية ناشط في مجال حقوق الإنسان.
- 11 يونيو – جمال الدين الإمام لاعب كرة قدم تونسي.
- 12 يونيو – سهام بادي سياسية من تونس.

### يوليو
- 15 يوليو – ماهر بن ضياء سياسي من تونس.

### أكتوبر
- 12 أكتوبر – سمير العبدلي محامي تونسي.
- 24 أكتوبر – منير بوقديدة لاعب كرة قدم تونسي.[1]

### نوفمبر
- 19 نوفمبر – ظافر يوسف موسيقي تونسي.[2]

### ديسمبر
- 8 ديسمبر – زهير اليحياوي صحفي تونسي.
- 18 ديسمبر – رضوان صالحي لاعب كرة قدم تونسي.

## وفيات

### مارس
- 21 مارس – مصطفى خريف (مواليد 1909)

### يونيو
- 25 يونيو – أحمد التليلي (مواليد 1916)[3]

### يوليو
- 25 يوليو – أحمد خير الدين (مواليد 1905) كاتب تونسي.